# Chlorophonia pyrrhophrys
La clorofonia pechicastaña o clorofonia de pecho castaño (Chlorophonia pyrrhophrys) es una especie de pájaros perteneciente a la familia Fringillidae. Se puede encontrar en  Colombia, Ecuador, Perú, y Venezuela.
Su hábitat natural son los bosques montañosos húmedos tropicales y subtropicales.